# Gulyás Hermann Sándor
Gulyás Hermann Sándor (Miskolc, 1981. június 23. –) magyar színész. 

## Életpályája
2000-ben érettségizett a tiszaújvárosi Eötvös József Gimnáziumban. A Gór Nagy Mária Színitanodában tanult színészetet. 2000–2003 között a Fiatalok Színházában játszott. 2003–2009 között a székesfehérvári Vörösmarty Színházban, 2009–2010-ben a tatabányai Jászai Mari Színházban szerepelt. 2011–2013 között a zalaegerszegi Hevesi Sándor Színház tagja volt. 2013–2017 között a dunaújvárosi Bartók Kamaraszínházban dolgozott. 2017-től a Másik Produkció nevű formáció állandó szereplője.
2016–2019 között a Színház- és Filmművészeti Egyetem hallgatója volt.

## Filmes és televíziós szerepei
- Casino (2011) ...Karesz
- …a szomszéd tehene (2024) ...Marcell